# Locomotiva FS 809
Le locomotive gruppo 809 erano locotender a vapore di piccole dimensioni, di rodiggio 0-2-0, che le Ferrovie dello Stato Italiane acquisirono in conto riparazioni belliche dalle ferrovie statali imperial regie dell'Austria alla fine della prima guerra mondiale.

## Storia
Le locomotive assegnate all'Italia erano state prodotte dalla Krauss di Linz nel 1883 e nel 1885.
In seguito alla sconfitta dell'Impero austro-ungarico nella prima guerra mondiale dopo il 1918 le macchine vennero ripartite tra varie nazioni e quattro di esse vennero consegnate alle FS che le immatricolarono nel gruppo 809; ebbero tuttavia vita brevissima e presto, già a partire dal 1922 furono demolite

## Caratteristiche
Le locomotive, del tipo "locotender", erano di tipo minimo, a 2 assi accoppiati motori, con motore a 2 cilindri a semplice espansione. Il piccolo forno aveva una superficie della griglia di poco meno di un metro quadrato. Erano quindi macchine di basse prestazioni, atte a piccoli servizi locali e per piccole distanze.

## Corrispondenza locomotive ex kkStB e numerazione FS[3]
| Numero e gruppo FS | numero e gruppo kkStB | fabbrica    | anno di fabbricazione | demolizione o alienazione |
| ------------------ | --------------------- | ----------- | --------------------- | ------------------------- |
| 809.001            | 88.50                 | Krauss-Linz | 1885                  | 1922                      |
| 809.002            | 88.52                 | Krauss-Linz | 1885                  | 1923                      |
| 809.003            | 88.34                 | Krauss-Linz | 1883                  | ?                         |
| 809.004            | 88.44                 | Krauss-Linz | 1883                  | ?                         |